# پایگاه هوایی سیمون بولیوار
پایگاه هوایی سیمون بولیوار (به انگلیسی: El Libertador Air Base) (به زبان بومی: Base Aérea Libertador) یک فرودگاه نظامی با کد یاتا MYC است که یک باند فرود بتن دارد و طول باند آن ۳۱۷۰ متر است. این فرودگاه در کشور ونزوئلا قرار دارد و در ارتفاع ۴۴۲ متری از سطح دریا واقع شده است.